# Benvenuto Cellini (film 1908)
Benvenuto Cellini è un cortometraggio muto del 1908 diretto da Albert Capellani e Camille de Morlhon.

## Produzione
Il film fu prodotto dalla Pathé Frères.

## Distribuzione
Distribuito dalla Pathé Frères, uscì nelle sale cinematografiche francesi il 14 novembre 1908, dopo la sua presentazione negli Stati Uniti il 4 novembre 1908.